# Harvey-Nunatakker
Die Harvey-Nunatakker sind vier Nunatakker im ostantarktischen Enderbyland. Sie ragen 6 km westlich des Mount Ryder im östlichen Teil der Tula Mountains auf.
Kartiert wurden sie anhand von Luftaufnahmen, die Teilnehmer einer Mannschaft der Australian National Antarctic Research Expeditions im Jahr 1956 und 1957 anfertigten. Das Antarctic Names Committee of Australia (ANCA) benannte den Berg nach David J. Harvey, Elektroingenieur auf der Mawson-Station im Jahr 1961.